# Upanema (ort)
Upanema är en ort i Brasilien.   Den ligger i kommunen Upanema och delstaten Rio Grande do Norte, i den östra delen av landet, 1 600 km nordost om huvudstaden Brasília. Upanema ligger 46 meter över havet och antalet invånare är 6 704.
Terrängen runt Upanema är huvudsakligen platt. Upanema ligger nere i en dal. Runt Upanema är det glesbefolkat, med 13 invånare per kvadratkilometer.. Det finns inga andra samhällen i närheten.
Omgivningarna runt Upanema är huvudsakligen savann.